# Euphorbia bulbispina
Euphorbia bulbispina là một loài thực vật có hoa trong họ Đại kích. Loài này được Rauh & Razaf. mô tả khoa học đầu tiên năm 1991.